# Not Giving Up on Love
„Not Giving Up on Love” – singel holenderskiego DJ-a Armina van Buurena i brytyjskiej piosenkarki Sophie Ellis-Bextor z 2010 roku. Piosenka promowała jego album Mirage, a później znalazła się również na płycie Ellis-Bextor pt. Make a Scene.

## Teledysk
Teledysk do piosenki nakręcono na Ibizie w Hiszpanii, a wyreżyserowała go Sophie Muller. Zdjęcia miały miejsce w klubie dyskotekowym Amnesia podczas występu Armina van Buurena, a także w plenerze. Oficjalna premiera teledysku nastąpiła 17 sierpnia 2010 roku w serwisie YouTube.

## Lista ścieżek
- Digital download, pakiet 1[2]

1. „Not Giving Up on Love” (Album Version) – 2:53
2. „Not Giving Up on Love” (Extended Version) – 6:52
3. „Not Giving Up on Love” (Dash Berlin 4AM Mix) – 7:06
4. „Not Giving Up on Love” (Jorn van Deynhoven Remix) – 6:54

- Digital download, pakiet 2[3]

1. „Not Giving Up on Love” (Armin van Buuren Remix) – 7:01
2. „Not Giving Up on Love” (Mischa Daniels Mode) – 7:05
3. „Not Giving Up on Love” (Glenn Morrison Remix) – 7:29
4. „Not Giving Up on Love” (Jorn van Deynhoven Dub Mix) – 6:54

- Singel CD[4]

1. „Not Giving Up on Love” (Radio Version) – 2:53
2. „Not Giving Up on Love” (Extended Version) – 6:52
3. „Not Giving Up on Love” (Dash Berlin 4AM Mix) – 7:06
4. „Not Giving Up on Love” (Jorn van Deynhoven Remix) – 6:54
5. „Not Giving Up on Love” (Mischa Daniels Mode) – 7:04
6. „Not Giving Up on Love” (Glenn Morrison Remix) – 7:29

## Notowania
| Lista                      | Najwyższa pozycja |
| -------------------------- | ----------------- |
| Belgia (Ultratop Flandria) | 26                |
| Holandia (MegaCharts)      | 8                 |
| Polska (AirPlay – Top)     | 1                 |
| Rosja (Tophit)             | 21                |
| Wielka Brytania            | 165               |